# Giorgio da Como (XIII secolo)

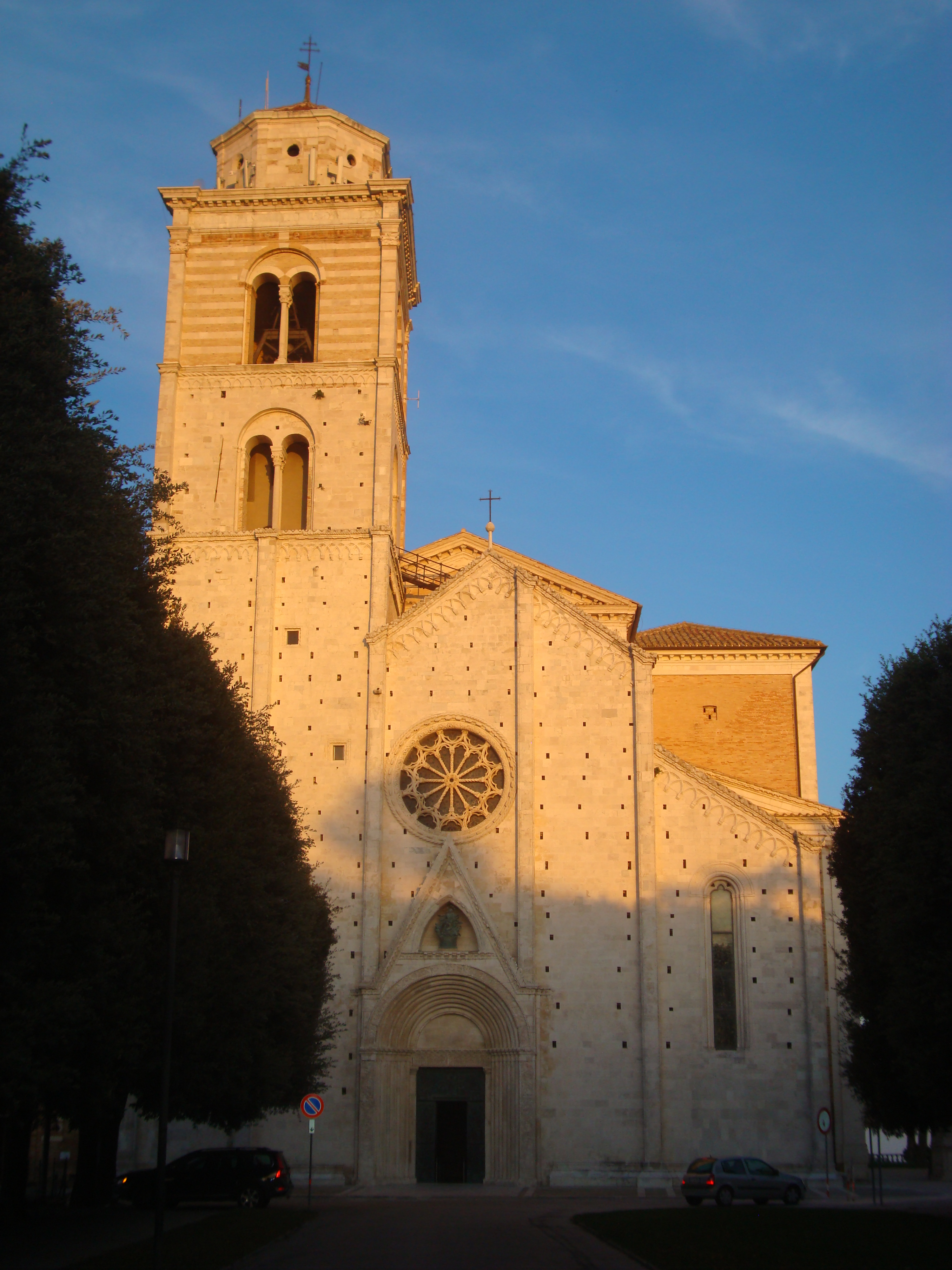
Duomo di Fermo

Giorgio da Como (Como, ...) è un architetto e scultore italiano del XIII secolo appartenente alla cosiddetta scuola dei Magistri cumacini.

## Biografia
Non si conoscono le date di nascita e morte di questo artista comasco. La sua attività sembra essersi svolta maggiormente nelle Marche, dove è testimoniato fra il 1227 e il 1256.
Fra l'altro appare in un documento dell'8 agosto 1252 come 
"magister Georgius de Esio", Mastro Giorgio da Jesi, in quanto vi aveva preso la cittadinanza

## Opere realizzate
Tra le sue opere risulta il rifacimento del duomo di Fermo (1222) e del duomo di Jesi (1227). Sembra abbia operato anche nella costruzione medievale del Palazzo dei Priori di Jesi.
La pieve di San Giovanni Battista a Penna San Giovanni, il cui portale è riferito a Giorgio da Como, venne costruita tra il 1251 e il 1256.